# ネイアフ

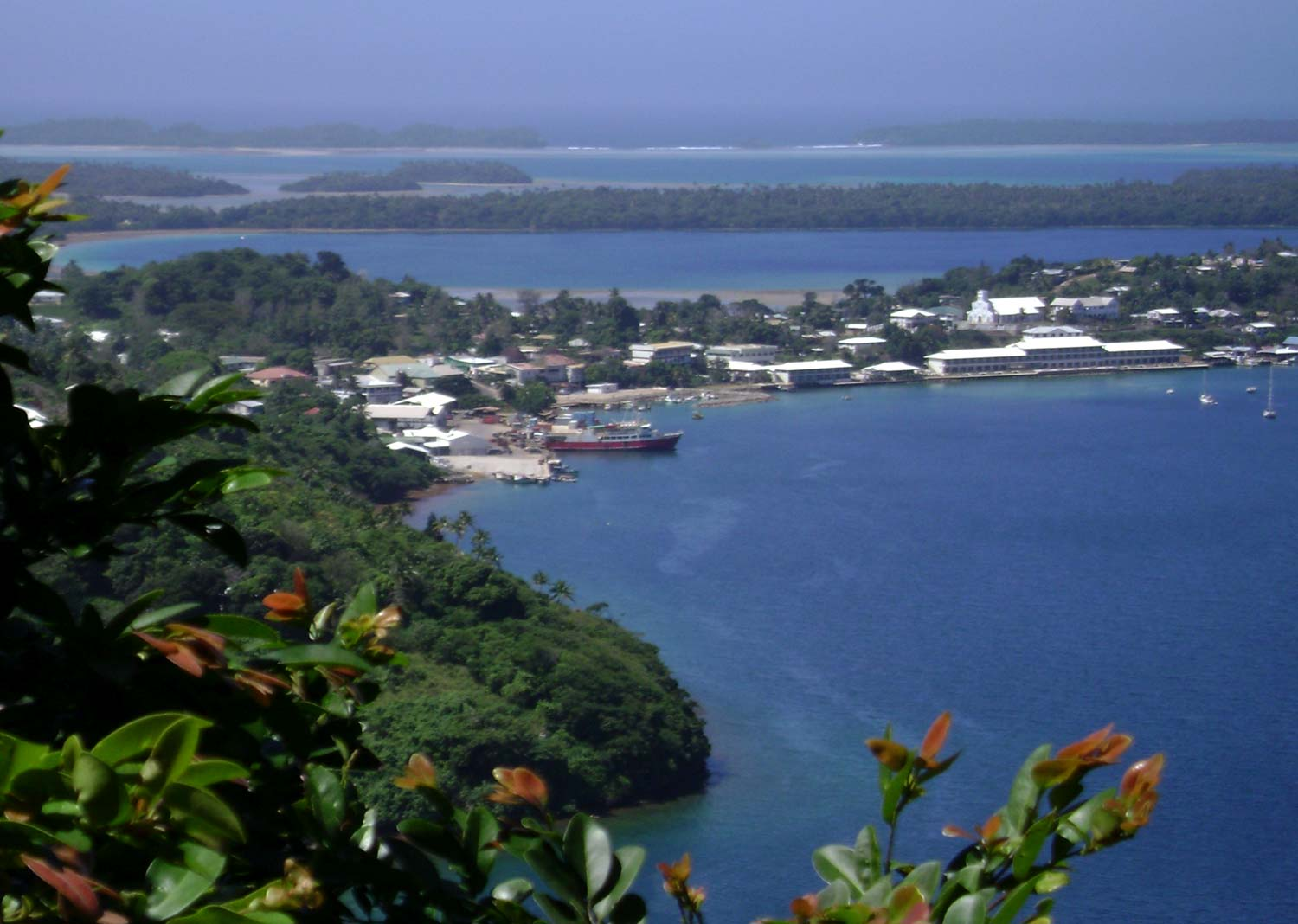
ネイアフとフンガミシ村

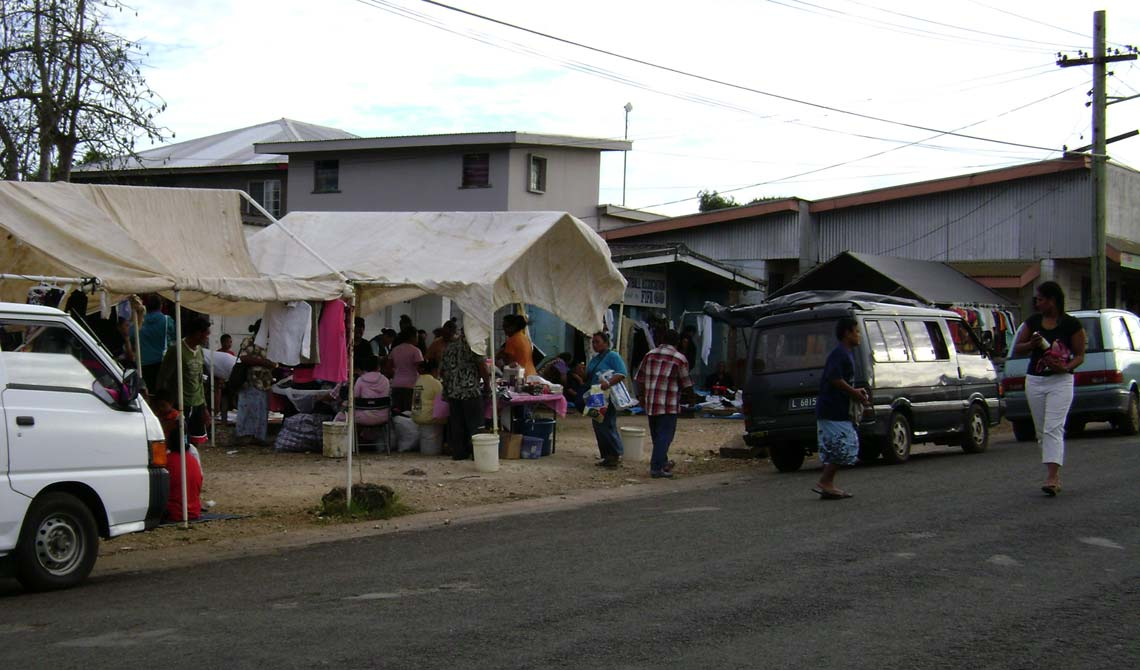
ネイアフの市場

ネイアフ（Neiafu）は、トンガの都市。人口5774人。トンガ北部にあるヴァヴァウ諸島の中心都市であり、天然の良港をもつ。ヴァヴァウ本島の南部に位置し、トンガ北部の中心となっている。